# Iglesia de Santa María (Cogolludo)
La iglesia de Santa María es un templo católico situado en Cogolludo (Guadalajara, España). Fue construida en varias etapas, abarcando desde 1545 a 1609, y en su construcción intervinieron los arquitectos Juan Sánchez del Pozo, Hernando del Pozo y Antonio de las Heras.

## Descripción
Es una iglesia de planta de salón, de tres naves longitudinales, la central más ancha que las laterales, separadas por pilares cilíndricos. La cabecera está rematada por un ábside poligonal con contrafuertes exteriores. La nave está dividida en cinco tramos cubriéndose por bóvedas de crucería con nervaturas de trazo gótico tardío. 
En el lado del Evangelio, se sitúan dos capillas cuadradas también con bóvedas de crucería. 
El coro se sitúa en alto, a los pies, ocupando el primer tramo de la iglesia y cubierto con el mismo tipo de bóvedas que los anteriormente descritos. 
Las tres naves son de igual altura, careciendo así de arbotantes, pero para contrarrestar el peso de las bóvedas utiliza muros de gran espesor con pilastras adosadas de cantería decoradas con rosáceas talladas en piedra. Como separación de las naves y elementos sustentantes discontinuos, aparte de las pilastras, se utilizan pilares muy estilizados y baquetonados y rematados con anillos en lugar de capiteles, y decorados con una serie ascendente de rosáceas que desde la base suben sin interrupción por los arcos formeros. 
Los arcos son de piedra, apuntados y de medio punto; el arco triunfal es de medio punto, como los que dan acceso a las capillas, situadas en el lado del Evangelio. El coro apoya sobre tres arcos escarzanos y las bóvedas como los pilares que las sustentan, pertenecen al llamado gótico arcaizante. 
En el exterior el material dominante empleado en la construcción es la mampostería. El sillar también es utilizado para reforzar las esquinas, en las portadas, en los marcos de las ventanas y en los contrafuertes. 
En la fachada meridional, entre dos esbeltos contrafuertes, destaca la arquitectura renacentista de la portada principal del templo. Se encuentra precedida del atrio, con escalinata y verja anterior sostenida por ocho pilastras de piedra rematadas por las típicas bolas renacentistas. 

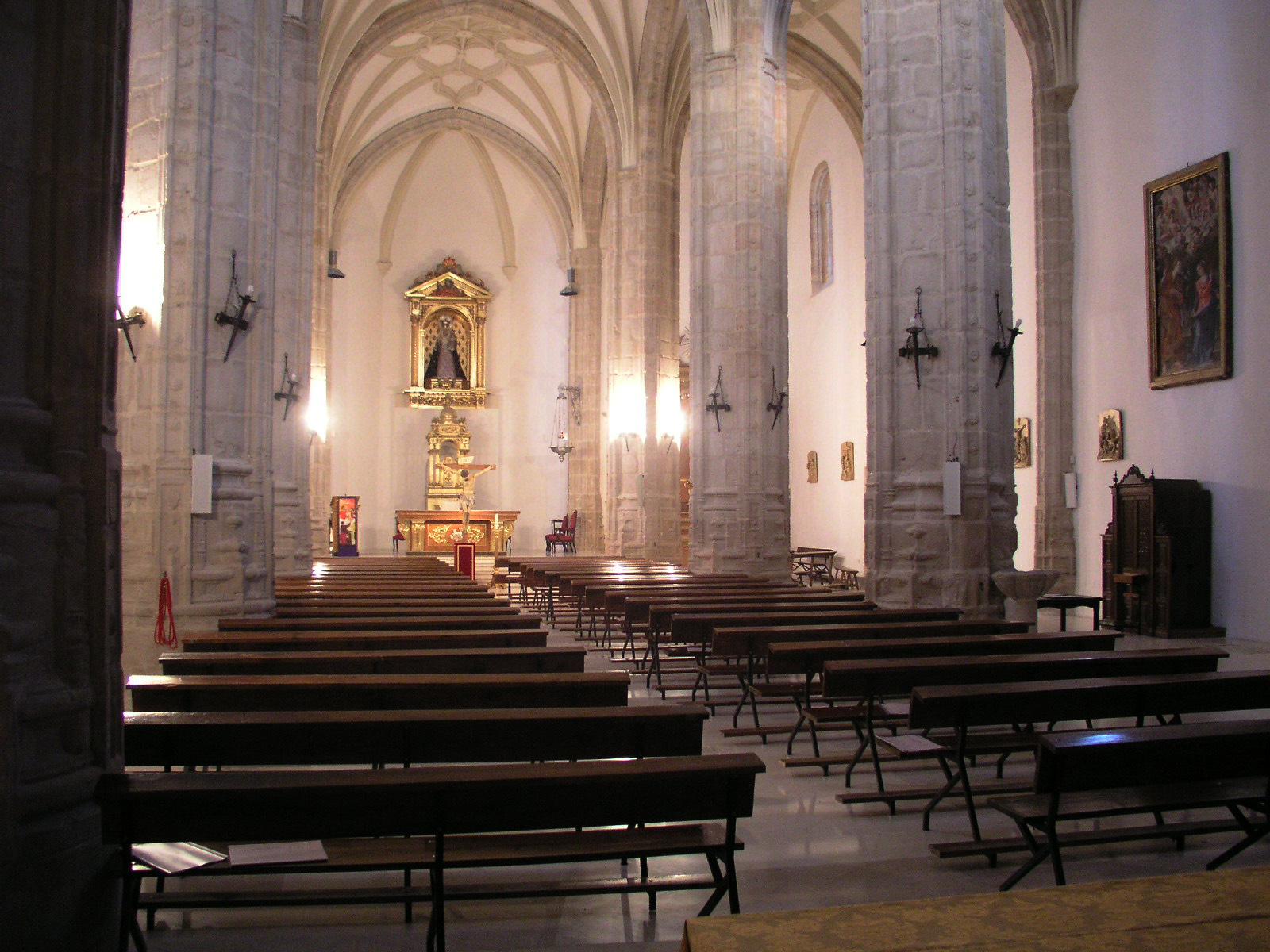
Interior de la iglesia

El ingreso lo forma un arco de medio punto partido por clave moldurada, descansando sobre impostas. Flanquean la entrada columnas corintias exentas; sus fustes están estriados. Sostienen la imposta y en el centro se yergue una hornacina avenerada, con pilastras adosadas y rematadas por frontón triangular, con acróteras en forma de flameros a los lados y en el centro un jarrón de piña. 
Adosada a un lateral de la cabecera se alza la torre que está dividida en cuatro cuerpos por molduras y van en disminución ascendente. Los dos primeros cuerpos son de mampostería, muy macizos y solamente presentan dos pequeños vanos. Los dos últimos cuerpos son de sillería y en sus caras se abren los vanos semicirculares, en los del último y en la cara sur se alojan las campanas. La torre está rematada por estilizado chapitel forrado por placas de plomo y pizarra, terminando con decoración de bola y cruz. 
En la fachada situada al oeste se encuentra el conjunto renacentista más completo de la iglesia. Destaca un gran lienzo de mampostería y en su eje central la portada y un óculo circular que comunica con el coro. La fachada está rematada por un gran frontón triangular. 